# تشارلز ديرينيس
تشارلز ديرينيس (Charles Derennes) المولود في فيلنوف-سور-لو في 4 أغسطس 1882 وتوفي في 27 أبريل 1930 بباريس هو كاتب فرنسي. حصل على جائزة فيمينا الأدبية عام 1924.